# 正負 (aiko單曲)
《正負》，是日本女性歌手aiko的第34張單曲。2015年11月18日由PONY CANYON發行。

## 簡介
與前一張單曲「夢的間隙」相隔約7個月後發行。初回限定式樣盤為彩色CD托盤式樣，並附上8頁限定寫真歌詞本。

## 收錄曲目
- 全作詞/作曲：AIKO
- 編曲：M1、M2、M4：OSTER project / M3：Kano Kawashima

1. 正負
2. 暗號
3. 4秒
4. 正負（instrumental）

## 關於歌曲
1. 正負

為NHK BS Premium台連續劇『臨時男友♡』的主題曲[1][2]。
是一首描寫女孩子在戀愛的各式起伏之中，於心中不斷為對方加分減分的歌曲[3]。
音樂錄影帶的內容則是以與戀人分手後依然充滿執念，變得像是跟蹤狂的女孩為主線，是部有如戲劇一般的作品[4]。
2. 暗示

池田千尋導演執導電影《先輩與彼女》主題曲[5]。
3. 4秒
與單曲封面同時公開的新曲[3][6]。

## 外部連結
- ポニーキャニオンによる作品紹介 （页面存档备份，存于）